# Auzon (Allier, Cournon)
Der Auzon ist ein Fluss in Frankreich, der im Département Puy-de-Dôme in der Region Auvergne-Rhône-Alpes verläuft. Er entspringt an der Südostflanke der Chaîne des Puys beim Weiler Beaune le Chaud im Gemeindegebiet von Saint-Genès-Champanelle, entwässert in einem Bogen von Südost nach Nordost durch den Regionalen Naturpark Volcans d’Auvergne und mündet nach rund 25 Kilometern im südlichen Großraum von Clermont-Ferrand an der Gemeindegrenze von Cournon-d’Auvergne und Le Cendre als linker Nebenfluss in den Allier. In seinem Unterlauf quert der Auzon die Autobahn A75 und die Bahnstrecke Saint-Germain-des-Fossés–Nîmes.
Hinweis: In der französischen Gewässerdatenbank SANDRE wird der Fluss aus nicht nachvollziehbaren Gründen als zwei gesonderte Elemente mit den beiden beschriebenen Gewässer-Kennzahlen geführt.

## Orte am Fluss
(Reihenfolge in Fließrichtung)
- Beaune le Chaud, Gemeinde Saint-Genès-Champanelle
- Theix, Gemeinde Saint-Genès-Champanelle
- Chanonat
- Le Crest
- La Roche-Blanche
- Orcet
- Le Cendre
- Cournon-d’Auvergne